# Onthophagus parapalatus
Onthophagus parapalatus är en skalbaggsart som beskrevs av Jan Krikken och Huijbregts 1988. Onthophagus parapalatus ingår i släktet Onthophagus och familjen bladhorningar. Inga underarter finns listade i Catalogue of Life.